# Bruno von Vietinghoff
Le baron Bruno Gotthard Eduard von Vietinghoff genannt Scheel (en russe : Бруно Александрович фон Фитингоф, Bruno Alexandrovitch fon Fitingof), né le 2 décembre 1849 et mort le 14 mai 1905, est un officier de la marine impériale russe, héros de la bataille de Tsushima.

## Biographie

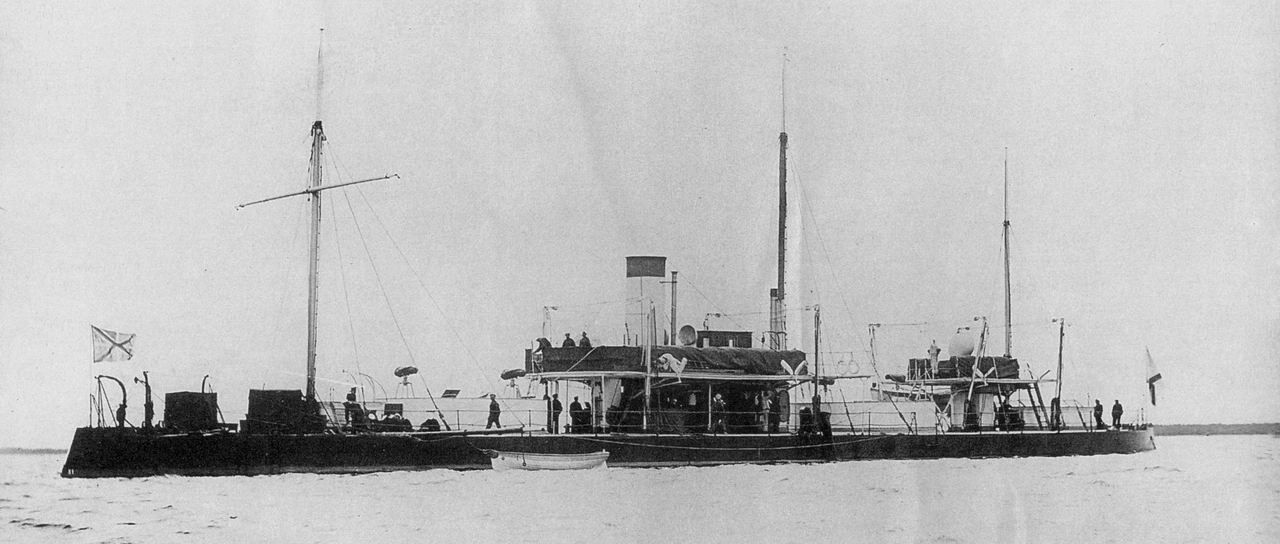
Le cuirassé Smertch (1863-1959).

Le baron von Vietinghoff descend d'une ancienne famille de la noblesse germano-balte venue en Livonie au XIIIe siècle. La famille von Vietinghoff donne plus tard à l'Empire russe, qui possède la région depuis le XVIIIe siècle, de nombreux officiers. Il étudie à partir du 15 septembre 1866 à l'École navale des cadets de la flotte et sert à l'été 1867 sur la frégate Gromoboï, à l'été 1868 sur la corvette Baïan, à l'été 1869 sur la canonnière Marevo, à l'été 1870 sur la frégate Peresviet, à l'automne-hiver 1870-1871 sur la corvette Pamiat Merkouria (Souvenir de Mercure), navire-école sur la Mer Noire.
Vietinghoff est nommé garde-marine le 11 avril 1870 et aspirant de marine (Mitchman) en 1872, après d'autres missions en mer. Après une année d'études, il repart sur différents croiseurs et il est nommé lieutenant de marine le 1er janvier 1876. Il fait partie de la 6e flotte impériale. Le 9 novembre 1878, il commande le 9e régiment de marine sur le cuirassé Smertch et quelques mois plus tard une flottille de la douane militaire. Il est de 1878 à 1884 sur la goélette Straj. Il passe en 1885 à la 7e flotte et commande le 6e régiment de marine sur le clipper Jemtchoug (La Perle), puis part étudier à l'École de marine, jusqu'en 1887, date de sa nomination au grade de capitaine de 2d rang. Il sert alors en tant qu'officier supérieur sur la canonnière Mandjour (Mandchourie), puis il est commandant de la goëlette Samoyède en 1891 et du Smertch en 1893, année où il devient aussi membre du tribunal de la marine militaire. L'année suivante il est aussi nommé président de la commission des chantiers de la marine militaire. Il est nommé le 30 janvier 1895 commandant du Georg-Tele à Bakou et deux ans plus tard passe à la 3e flotte sur la Baltique et commande ensuite la base de Revel. Après deux ans de congé entre 1898 et 1900, le baron von Vietinghoff est commandant du cuirassé Kremlin et passe à l'artillerie de marine.

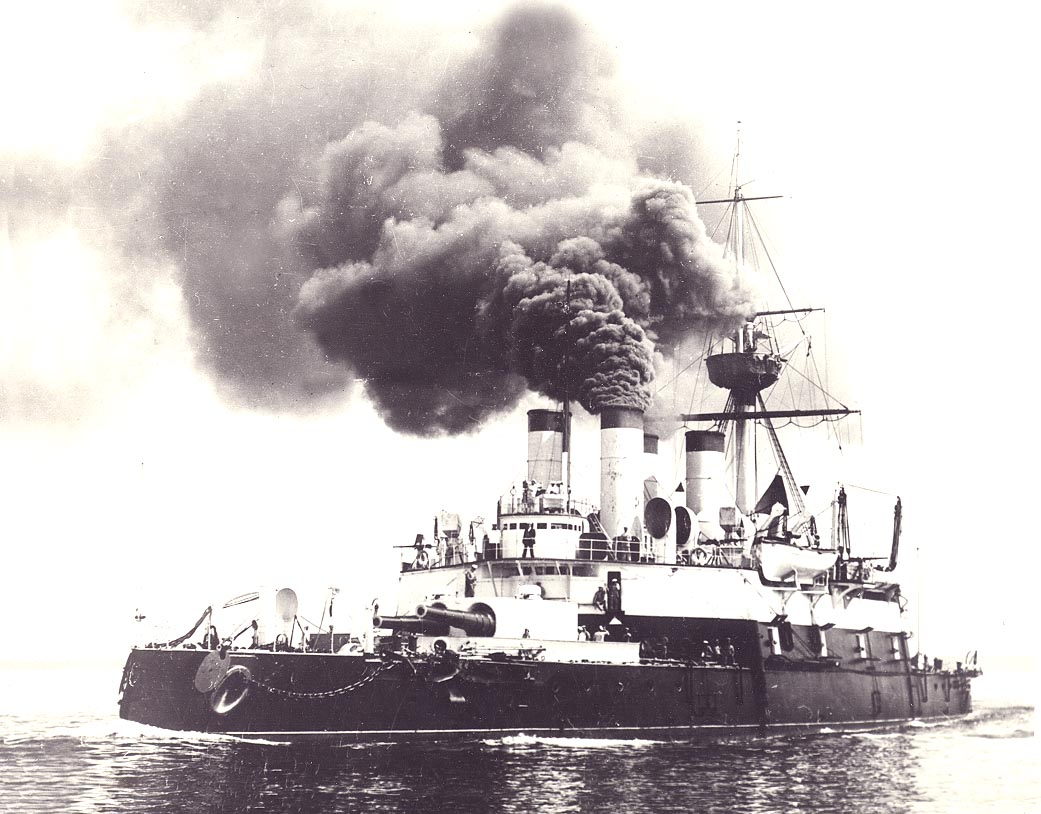
Vue du Navarin en 1902

Il commande alors l'expédition du cuirassé d'escadron Le Navarin qui allait prendre part à la terrible bataille de Tsushima, sous les ordres du contre-amiral Dimitri von Fölkersahm, pendant la guerre russo-japonaise. Le baron y mourut après dix-sept heures de souffrances et sombra avec le navire, où seuls trois hommes survécurent.
Il fut nommé amiral à titre posthume, le 10 juillet 1905. Une plaque fut posée en son honneur à l'Amirauté de Saint-Pétersbourg, où elle demeura même pendant la période communiste.

## Source
- (ru) Cet article est partiellement ou en totalité issu de l’article de Wikipédia en russe intitulé « Фитингоф, Бруно Александрович фон » (voir la liste des auteurs).